# Luka Garza
Pour les articles homonymes, voir Garza.
Luka Garza, né le 27 décembre 1998 à Washington, D.C., est un joueur américano-bosnien de basket-ball évoluant au poste de pivot.

## Enfance et carrière au lycée
Garza grandit à Washington, DC. Il apprend à jouer au basket-ball grâce à son père, Frank, qui a joué au niveau universitaire pour les Vandals de l'Idaho. Garza regarde des cassettes vidéo, que son père rassemble, d'anciens joueurs de la NBA comme Kareem Abdul-Jabbar.
Garza mesure 2,01 m (6′ 7″) lors de sa première année au lycée de Maret à Washington, DC, mais ne peut dunker avant sa deuxième année. Au lycée, Garza est entraîné par Chuck Driesell, fils de l'entraîneur élu au Hall of Fame Lefty Driesell (en). Au cours de sa saison senior, il enregistre en moyenne 24,6 points, 11,7 rebonds et 2,5 contres par match. Garza conduit son équipe à la finale du championnat de la DCSAA (District of Columbia State Athletic Association) et remporte le titre du joueur de l'année DC Gatorade. Il quitte le lycée comme meilleur marqueur de l'histoire du lycée avec 1 993 points.

## Carrière universitaire

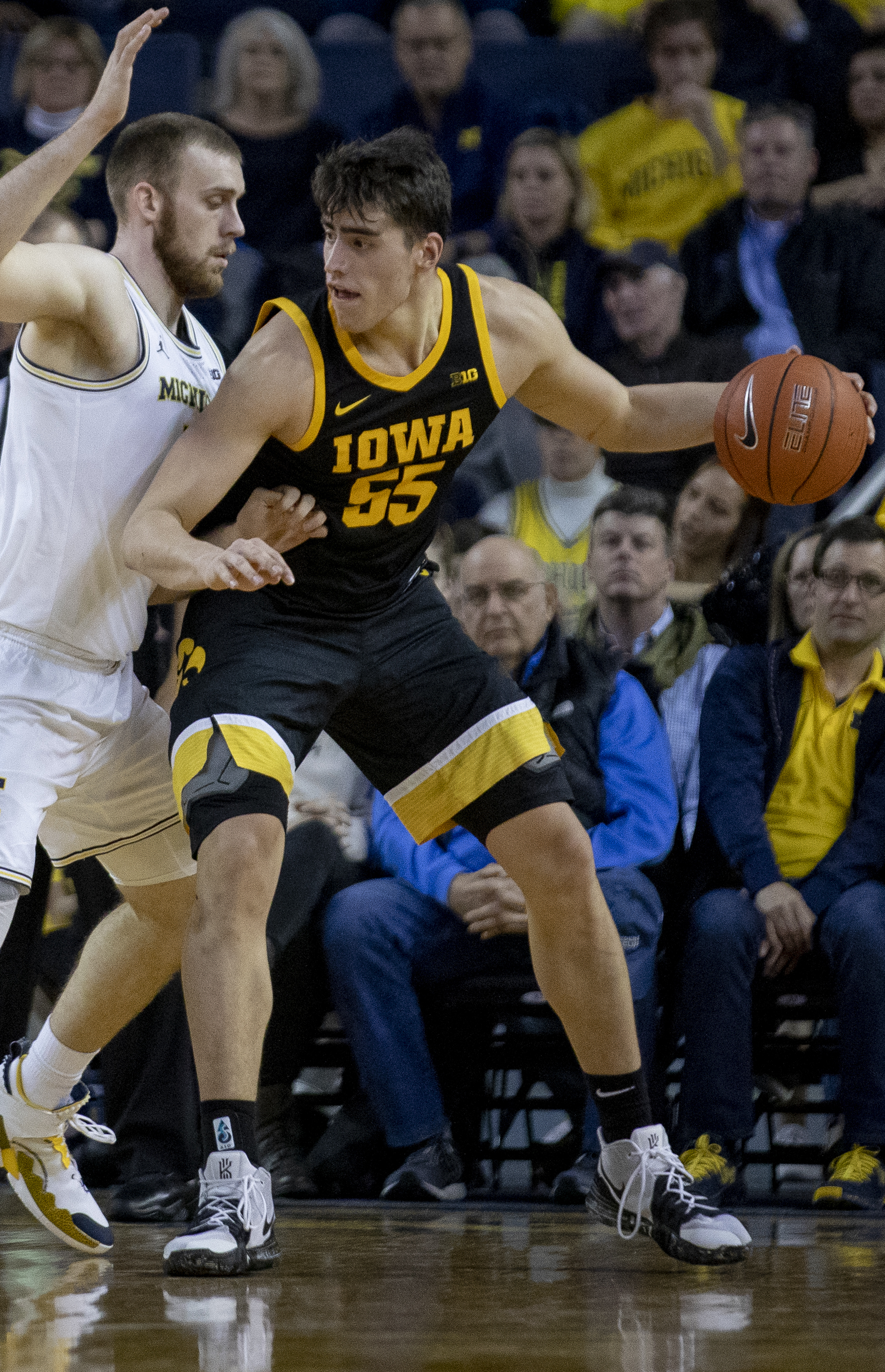
Garza (à droite) en décembre 2019

Il choisit de jouer pour les Hawkeyes de l'Iowa malgré des offres des Hoyas de Georgetown, des Bulldogs de la Géorgie et du Fighting Irish de Notre-Dame.
Lors de son premier match à l'université contre les Cougars de l'université d'État de Chicago, Garza marque 16 points. Il réalise son premier double-double avec 11 points et 13 rebonds le match suivant lors d'une victoire face aux Hornets l'université d'État de l'Alabama et est nommé meilleur étudiant de première année de la Big Ten Conference de la semaine. Lors de sa première saison, Garza enregistre en moyenne 12,1 points et 6,4 rebonds par match.
Peu de temps avant sa deuxième saison, Garza subit une intervention chirurgicale pour enlever un kyste de 4 kg (9 lb) attaché à sa rate,. Il a également une entorse à la cheville en janvier 2019. Lors du premier tour du tournoi NCAA 2019, Garza atteint les 20 points et 7 rebonds dans une victoire face aux Bearcats de Cincinnati. Les Hawkeyes sont battus au deuxième tour par les Volunteers du Tennessee. Il enregistre en moyenne 13,1 points et 4,5 rebonds par match en deuxième année. Garza obtient une mention honorable dans la sélection All-Big Ten réalisée par les médias.
Garza marque 44 points, soit le troisième plus haut nombre de points dans l'histoire des Hawkeyes, lors d'une défaite 103-91 contre les Wolverines du Michigan le 6 décembre. Il enchaîne avec 21 points et 10 rebonds dans une victoire de 72-52 contre les Golden Gophers du Minnesota et remporte le trophée Oscar Robertson du joueur national de la semaine. Lors d'une victoire 84-68 contre les Cyclones d'Iowa State le 12 décembre, Garza a une dent brisée après avoir pris un coup de coude par son coéquipier Joe Wieskamp. Garza revient sur le terrain et termine avec 21 points et 11 rebonds. Garza enregistre 34 points et 12 rebonds lors d'une défaite de 89 à 86 face aux Nittany Lions de Penn State le 4 janvier 2020. Il est nommé sur les listes de surveillance de mi-saison pour le trophée Wooden, le trophée Naismith et le trophée Oscar Robertson,. Le 13 février, Garza enregistre 38 points, 8 rebonds et 4 contres lors d'une défaite de 89 à 77 contre les Hoosiers de l'Indiana. À la fin de la saison régulière, il est nommé joueur de l'année de la conférence Big Ten. Il est ensuite nommé joueur national de l'année par Sporting News. Garza marque en moyenne 23,9 points et prend 9,8 rebonds par match en tant que junior, remportant le titre All-American de la première équipe par consensus,. Après la saison, Garza se déclare pour la draft 2020 de la NBA. Le 2 août, il annonce qu'il se retire de la draft et retourne dans l'Iowa pour une saison.
Le 27 novembre, Garza bat un record de la Carver-Hawkeye Arena en marquant 41 points, dont 36 en première mi-temps (avec 14 tirs marqués sur 15 tentés) tout en prenant 9 rebonds et faisant 3 contres, lors d'une victoire 103-76 contre les Jaguars de Southern University. Il rejoint John Johnson en tant que seul joueur de l'histoire des Hawkeyes à enregistrer deux matchs avec plus de 40 points. Lors de son match suivant, le 3 décembre, Garza marque 30 points en première mi-temps dans le cadre d'une performance de 35 points et 10 rebonds lors d'une victoire 99-58 face à l'équipe des Leathernecks de Western Illinois. Le 11 décembre, il marque 34 points et 6 trois points lors d'une victoire de 105 à 77 contre les Cyclones d'Iowa State. Garza marque son 2000e point en carrière universitaire lors d'une victoire du 2 février 2021 contre les Spartans de Michigan State. Le 21 février, il enregistre 23 points et 11 rebonds lors d'une victoire de 74 à 68 contre les Nittany Lions de Penn State, dépassant Roy Marble en devenant le meilleur marqueur de tous les temps des Hawkeyes. Le directeur sportif Gary Barta annonce que le numéro #55 de Garza sera retiré.
À la fin de la saison, Garza est de nouveau nommé joueur de l'année par Sporting News, devenant le premier joueur à obtenir deux fois cette distinction depuis Michael Jordan en 1983 et 1984.
Les Hawkeyes participent au tournoi NCAA 2021 mais sont éliminés par les Ducks de l'Oregon au deuxième tour.
En avril 2021, Garza est élu Associated Press College Basketball Player of the Year (en) et devance Ayo Dosunmu et Cade Cunningham. Ses statistiques sur l'année sont de 24,1 points et 8,7 rebonds par rencontre.
Ayant terminé son cursus universitaire, il est automatiquement éligible à la draft NBA 2021.

## Carrière professionnelle

### Pistons de Détroit (2021-2022)
Lors de la draft NBA 2021, il est sélectionné au second tour en 52e position par les Pistons de Detroit.
Le 17 août 2021, il signe un contrat two-way en faveur des Pistons de Détroit.
Le 24 septembre 2021, son contrat two-way est converti en contrat standard.
Les Pistons ne conservent pas Garza à la fin de la saison.

### Timberwolves du Minnesota (2022-2025)
Il s'engage en août 2022 avec les Timberwolves du Minnesota pour participer à leur camp d'entraînement. Le 15 octobre 2022, Garza signe un contrat two-way. En juillet 2023, son contrat two-way est renouvelé.
Le 3 avril 2024, Garza réalise son record de la saison en inscrivant 16 points en 9 minutes face aux Raptors de Toronto. Le lendemain, il signe un contrat garanti avec les Wolves.

### Celtics de Boston (depuis 2025)
Agent libre à l'été 2025, Garza rejoint les Celtics de Boston pour deux ans et 5,5 millions de dollars.

## Vie privée
Son père est américain et sa mère bosniaque. Les deux parents de Garza ont une expérience dans le basket-ball : son père, Frank, a joué à l'université pour les Vandals de l'Idaho, et sa mère, Šejla (née Muftić), a été joueuse professionnelle en Europe. Son grand-père paternel, James Halm, a joué au basket-ball à l'université pour les Rainbow Warriors d'Hawaï. Son oncle maternel, Teoman Alibegović, est le meilleur marqueur de l'histoire de l'équipe nationale slovène de basket-ball.
Son grand-père maternel, Refik Muftić, est gardien de but de football amateur, jouant pendant toute sa carrière au FK Sarajevo.
La mère de Garza est également assistante de direction à l'ambassade de Bosnie-Herzégovine à Washington, DC.
En décembre 2021, Garza obtient la nationalité bosnienne. Il est présélectionné avec la Bosnie-Herzégovine à l'approche de l'EuroBasket en juillet 2022.

## Statistiques

### Universitaires
Les statistiques de Luka Garza en matchs universitaires sont les suivantes :
| Saison    | Équipe   | Matchs | Titul. | Min./m | % Tir | % 3pts | % LF | Rbds/m. | Pass/m. | Int/m. | Ctr/m. | Pts/m. |
| --------- | -------- | ------ | ------ | ------ | ----- | ------ | ---- | ------- | ------- | ------ | ------ | ------ |
| 2017-2018 | Iowa     | 33     | 26     | 21,7   | 55,7  | 34,8   | 68,1 | 6,40    | 1,10    | 0,30   | 1,00   | 12,10  |
| 2018-2019 | Iowa     | 32     | 30     | 23,7   | 53,1  | 29,2   | 80,4 | 4,50    | 0,90    | 0,30   | 0,50   | 13,10  |
| 2019-2020 | Iowa     | 31     | 31     | 32,0   | 54,2  | 35,8   | 65,1 | 9,80    | 1,20    | 0,80   | 1,80   | 23,90  |
| 2020-2021 | Iowa     | 31     | 31     | 31,5   | 55,3  | 44,0   | 70,9 | 8,70    | 1,70    | 0,70   | 1,60   | 24,10  |
| Carrière  | Carrière | 127    | 118    | 27,1   | 54,6  | 36,7   | 70,1 | 7,30    | 1,20    | 0,50   | 1,20   | 18,20  |

### Professionnelles

#### Saison régulière
| Saison    | Équipe    | Matchs | Titul. | Min./m | % Tir | % 3pts | % LF | Rbds/m. | Pass/m. | Int/m. | Ctr/m. | Pts/m. |
| --------- | --------- | ------ | ------ | ------ | ----- | ------ | ---- | ------- | ------- | ------ | ------ | ------ |
| 2021-2022 | Détroit   | 32     | 5      | 12,2   | 44,9  | 32,7   | 62,3 | 3,10    | 0,60    | 0,30   | 0,20   | 5,80   |
| 2022-2023 | Minnesota | 28     | 0      | 8,7    | 54,3  | 35,9   | 78,8 | 2,30    | 0,60    | 0,10   | 0,10   | 6,50   |
| 2023-2024 | Minnesota | 25     | 0      | 4,9    | 48,0  | 28,1   | 72,0 | 1,20    | 0,20    | 0,20   | 0,00   | 4,00   |
| 2024-2025 | Minnesota | 39     | 0      | 5,6    | 49,5  | 27,8   | 68,6 | 1,40    | 0,30    | 0,20   | 0,10   | 3,50   |
| Carrière  | Carrière  | 124    | 5      | 7,8    | 49,0  | 31,4   | 69,9 | 2,00    | 0,40    | 0,20   | 0,10   | 4,90   |

#### Playoffs
| Saison   | Équipe    | Matchs | Titul. | Min./m | % Tir | % 3pts | % LF | Rbds/m. | Pass/m. | Int/m. | Ctr/m. | Pts/m. |
| -------- | --------- | ------ | ------ | ------ | ----- | ------ | ---- | ------- | ------- | ------ | ------ | ------ |
| 2024     | Minnesota | 7      | 0      | 3,7    | 83,3  | 66,7   | 87,5 | 0,90    | 0,10    | 0,00   | 0,00   | 4,10   |
| 2025     | Minnesota | 5      | 0      | 3,6    | 100,0 | 100,0  | –    | 0,60    | 0,00    | 0,00   | 0,00   | 2,60   |
| Carrière | Carrière  | 12     | 0      | 3,7    | 88,9  | 75,0   | 87,5 | 0,80    | 0,10    | 0,00   | 0,00   | 3,50   |